# A Galhofa (jornal)
A galhofa: semanário humorístico publicou-se em 1900, em Lisboa, sob a autoria de Ilídio Analide da Costa